# Iljaz Mirahori

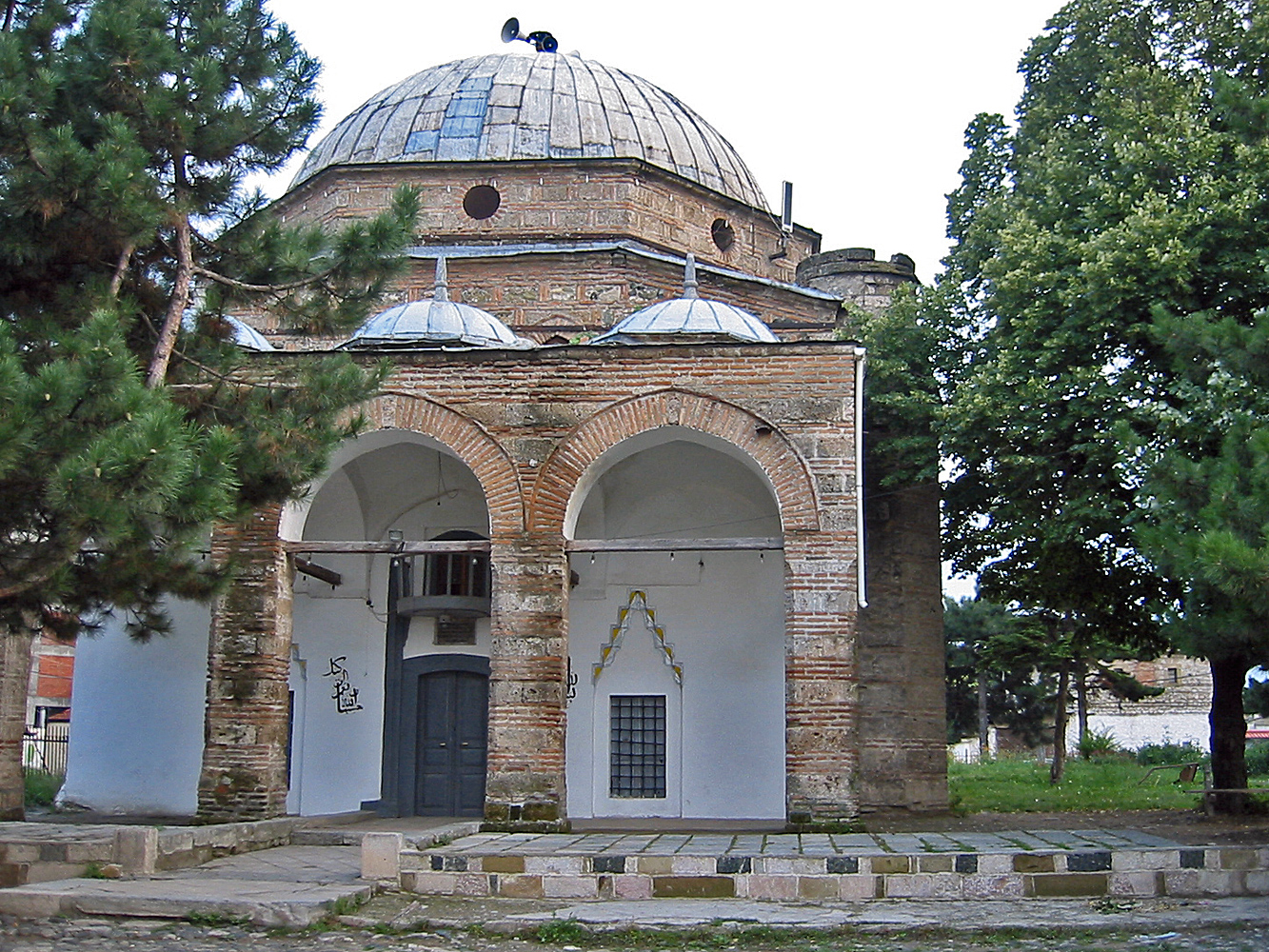
Meczet Iljaza Mirahoriego przed renowacją.

Iljaz Mirahori (? - zm. w 1511) – albański urzędnik Mehmeda II. Urodził się w wiosce Panarit w południowo-wschodniej Albanii.
Został wyznawcą islamu i otrzymał wykształcenie wojskowe w pałacu w Adrianopolu, gdzie uczył się z późniejszym sułtanem Bajazydem II. W 1453 roku brał udział w zdobyciu Konstantynopola oraz twierdzy Yedikule.
Pod rządami Bajazyda II, Iljaz Mirahori został mianowany mir-i aburem – zarządcą stajni w pałacu cesarskim. Poślubił jedną z córek cesarza i otrzymał stanowisko baja w sandżaku Janiny.
W nagrodę za wieloletnią służbę otrzymał od sułtana Bajazyda II kilka wsi w okręgu Korczy, m.in. Panarit, Drenovë, Vithkuq, Vodice. Jego imię nosi meczet Iljaza Mirahoriego, za którego budowniczego jest uważany. Jest to najstarszy zabytek w Korczy.